# Законы о клевете на еду

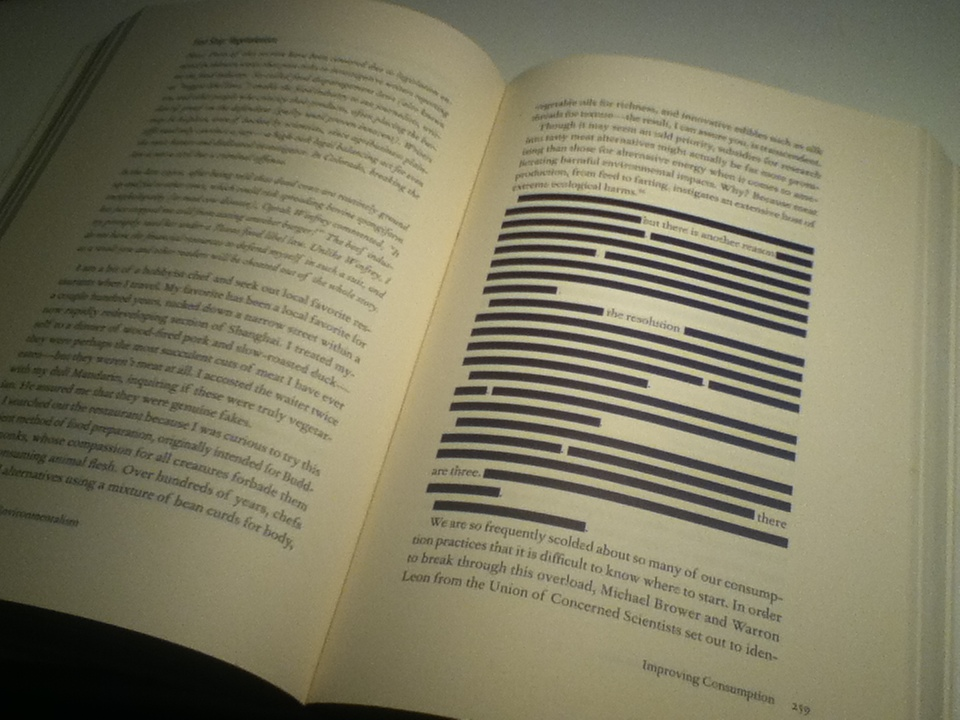
Все экземпляры эко-книги «Зелёные иллюзии», продаваемой в США, были самоцензурированы, поскольку некоторые утверждения в ней могли бы вызвать суды с производителями пищи

Законы о клевете на еду (англ. Food libel laws), также известные как законы о вегеклевете (англ. veggie libel laws) — ряд законов, принятых в 13 штатах США в конце 1990-х годов и облегчающих судебное преследование за критику еды. Среди этих штатов: Айдахо, Алабама, Аризона, Джорджия, Колорадо, Луизиана, Миссисипи, Огайо, Оклахома, Северная Дакота, Техас, Флорида, Южная Дакота.
Эти законы значительно различаются от штата к штату, но законы о клевете на продукты питания обычно позволяют производителю или переработчику продуктов питания подавать в суд на человека или группу, которые делают пренебрежительные комментарии о производимых ими продуктах питания. В некоторых штатах эти законы также устанавливают иные стандарты доказывания, чем те, которые используются в традиционных американских исках о клевете, включая практику возложения бремени доказывания на сторону, против которой предъявляется иск. Многие из законов о пренебрежительном отношении к продуктам питания устанавливают более низкий стандарт гражданской ответственности и допускают штрафные убытки и гонорары адвоката только для истцов, независимо от исхода дела.